# Aat (vương hậu)
Aat là một vương hậu sống vào thời kỳ Vương triều thứ 12 trong lịch sử Ai Cập cổ đại. Trong tất cả những người vợ của pharaon Amenemhat III, chỉ có tên của bà là được biết đến bởi những nhà khảo cổ học hiện đại.
Danh hiệu của Aat: "Vợ của Vua", "Hợp nhất với Vương miện trắng".

## Chôn cất
Aat được táng bên dưới Kim tự tháp Đen của chồng bà tại Dahshur, cùng với một vương hậu không rõ tên, có thể là Khenemetneferhedjet III. Phòng mộ của Aat nằm phía nam của kim tụ tháp, đã bị đột nhập từ thời xa xưa. Tuy vậy, các nhà khảo cổ vẫn tìm được cỗ quách của Aat, một cánh cửa giả và bàn đá đặt lễ vật. Bên cạnh đó, người ta còn tìm được vài món đồ tùy táng, bao gồm: 7 bát bằng thạch cao hình con vịt, 2 đầu chùy, một số mảnh trang sức và một bình canopic; chiếc bình này chứa những mảnh vỡ của cái rương đựng bình canopic. Aat mất khi tầm khoảng 35 tuổi, xương của bà được tìm thấy trong quách.
Phòng mộ của vương hậu vô danh kia cũng chứa những vật phẩm tương tự của Aat. Bà này mất khi mới khoảng 25.